# 통화전쟁
통화전쟁(Currency war) 또는 경쟁적 평가절하는 국가가 자국 통화의 환율을 다른 통화에 비해 떨어뜨려 다른 국가보다 무역 우위를 얻으려고 하는 국제 문제의 상황이다. 한 나라의 통화 환율이 떨어지면 다른 나라에서의 수출 경쟁이 더욱 치열해지고, 그 나라로의 수입 가격은 점점 더 비싸진다. 두 가지 효과 모두 국내 산업에 도움이 되고, 이에 따라 고용이 국내 및 해외 시장 모두에서 수요가 증가하게 된다. 그러나 수입품의 가격 인상(해외 여행 비용 포함)은 국민 구매력에 해를 끼치기 때문에 인기가 없다. 모든 국가가 유사한 전략을 채택하면 국제 무역이 전반적으로 감소하여 모든 국가에 해를 끼칠 수 있다.
역사적으로 국가들이 일반적으로 자국 통화의 높은 가치를 유지하는 것을 선호했기 때문에 경쟁적인 평가절하는 드물었다. 국가들은 일반적으로 시장의 힘이 작동하도록 허용했거나 관리되는 환율 시스템에 참여해 왔다. 1930년대 대공황 당시 국가들이 금본위제를 포기하고 경제를 활성화하기 위해 통화 평가절하를 사용하면서 통화 전쟁이 발발했을 때 예외가 발생했다. 이로 인해 실업이 해외로 효과적으로 밀려나기 때문에 교역 상대국들은 신속하게 평가절하로 보복했다. 환율의 예상치 못한 변화로 인해 전반적인 국제 무역이 감소했기 때문에 이 기간은 모든 관계자에게 불리한 상황이었던 것으로 간주된다.
전 브라질 재무부 장관인 귀도 만테가(Guido Mantega)에 따르면, 2010년에 글로벌 환율 전쟁이 발발했다. 전 세계의 수많은 정부 관료와 금융 저널리스트도 이러한 견해에 동조했다. 다른 고위 정책 입안자들과 언론인들은 "환율 전쟁"이라는 표현이 적대감의 정도를 과장했다고 제안했다. 만테가와 같은 몇 가지 예외를 제외하면 2010년에 통화 전쟁이 있었다는 데 동의한 평론가들조차 일반적으로 2011년 중반에 통화 전쟁이 사라졌다고 결론지었다.
2010년 이후 경쟁적 평가절하 가능성에 참여한 국가들은 직접적인 정부 개입, 자본 통제 부과, 간접적인 양적 완화 등 다양한 정책 도구를 사용해 왔다. 많은 국가들이 환율에 대한 바람직하지 않은 상승 압력을 경험하고 계속되는 논쟁에 참여했지만, 2010-11년 에피소드의 가장 주목할만한 측면은 위안화 가치를 둘러싼 미국과 중국 간의 수사적 갈등이었다. 2013년 1월 일본이 발표한 통화 가치 하락 조치로 인해 21세기 제2차 통화 전쟁이 발발할 것이라는 우려가 촉발되었다. 이번에는 긴장의 주요 원인이 중국 대 미국이 아니라 일본 대 유로존이다. 2월 말까지 G7과 G20이 경쟁적 평가절하를 피하기 위한 성명을 발표한 후, 새로운 통화 전쟁 발발에 대한 우려가 대부분 완화되었다. 2015년 1월 유럽중앙은행이 새로운 양적완화 프로그램을 시작한 이후 환율전쟁에 대한 논의가 다시 격화됐다.

## 같이 보기
- 세계체제론